# Alpheus blachei
Alpheus blachei is een garnalensoort uit de familie van de Alpheidae. De wetenschappelijke naam van de soort is voor het eerst geldig gepubliceerd in 1965 door Crosnier & Forest.